# Ironia socràtica

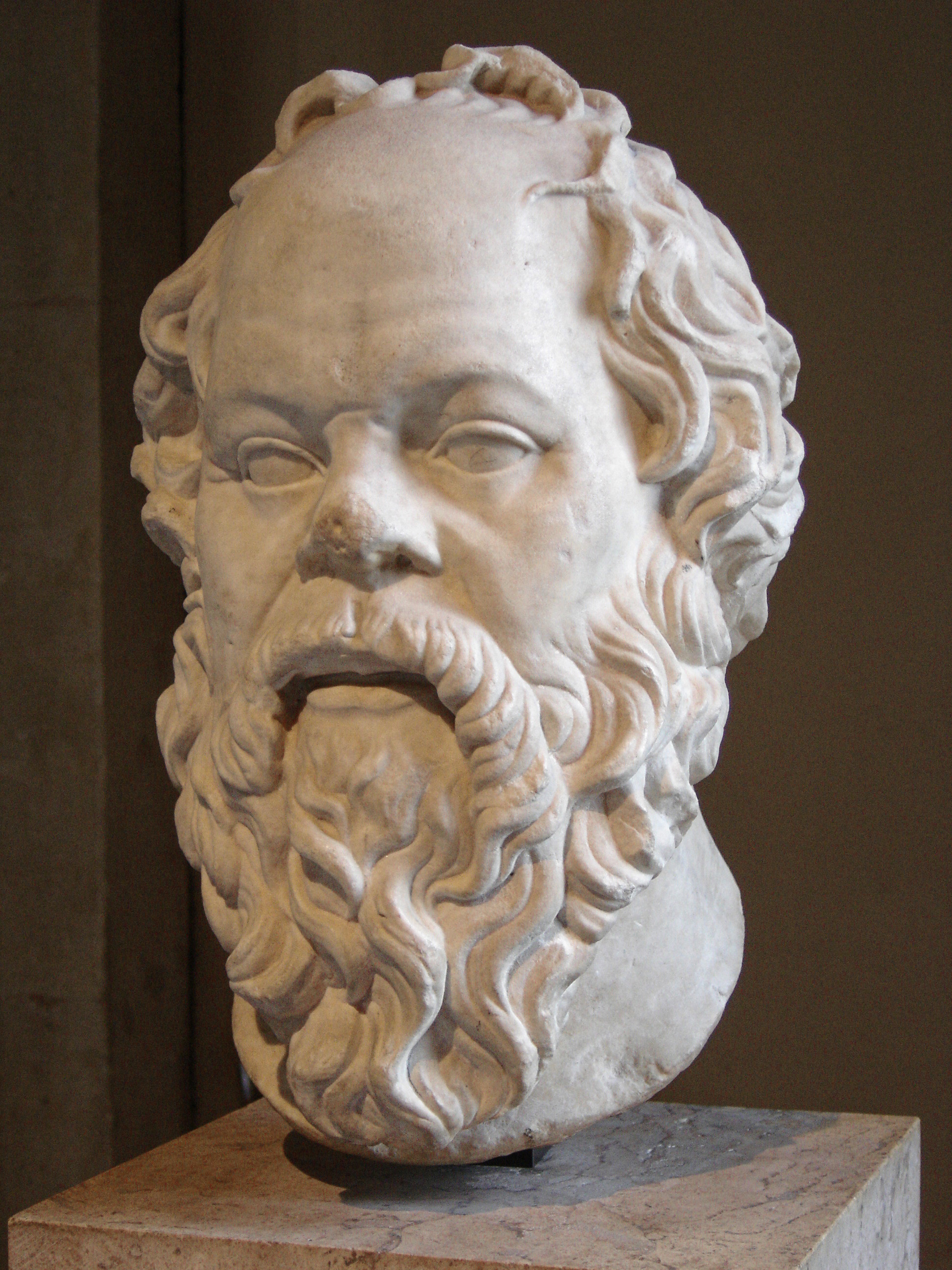
Bust de Sòcrates

La ironia socràtica consisteix, per al filòsof, en fingir ignorància per exposar la debilitat de la posició d'una altra persona i fer-li conscient. La paraula grega eironeia (ειρωνεία) s'aplica en particular com eufemisme d'una forma de dissimulació.

Segons Teofrast, la burla és:
| « | (...) el retret d'una falta comesa, un retret presentat de manera figurada: aquell que fa que el propi oïdor, per les seves conjectures, compensi el que falta, com si ho conegués i s'ho cregués. | » |

És important diferenciar burla i ironia socràtica; Teofrast es refereix clarament al tractat Caràcters, diferenciant-lo de les burles. Teofrast, en el seu llibre Caràcters, va definir la ironia, en referència al mètode socràtic: «és pretendre ingenuïtat».
La ironia de Sòcrates no és només fingir ignorància; una pretensió deprecatòria tampoc és saber res o fingir el reconeixement de les competències que el seu interlocutor afirma tenir; per Sòcrates, «qüestionar és ensenyar». Aquestes lloances inciten aquest últim a difondre el seu coneixement, suposat segons Sòcrates, cosa que li permet revelar la ignorància per un mètode d'interrogatori refutatiu. Tal ironia sorgeix particularment en la ignorància assumida adoptada per Sòcrates com a mètode de dialèctica: «ironia socràtica».
Ciceró va dir que Sòcrates era d'una dolça alegria, d'una conversa genial i que tenia el discurs ple d'enginyosos artificis del llenguatge, del que neix la ironia socràtica.Aquesta ironia particular implica l'admissió de la ignorància, que disfressa una actitud escèptica i desacreditada cap a certs dogmes o opinions comunes que no tenen fonament en la raó o en la lògica. La sèrie de preguntes inútils de Sòcrates revela puntualment la vanitat o la il·lusió de la proposició, sacsejant els postulats del seu interlocutor i qüestionant les seves hipòtesis inicials.
Però la ironia també diverteix als espectadors de la discussió, que saben que Sòcrates és més prudent del que es permet aparentar, i a qui es pot preveure la direcció que tindran les preguntes «ingènues». Al segle xix, el filòsof danès Søren Kierkegaard admirava la ironia socràtica i va usar una variant en moltes de les seves obres. Va escriure la seva tesi, titulada Del concepte d'ironia constantment informat a Sòcrates, amb la referència contínua a Sòcrates. En aquesta tesi, Kierkegaard elogia l'ús de la ironia socràtica per Aristòfanes i Plató, i també argumenta que el retrat de Sòcrates en els núvols en una de les obres de Aristòfanes (Els núvols) va captar amb la amb més precisió l'esperit de la ironia socràtica.